# پارس قدیم
پارس قدیم نام یکی از مطبوعات استان فارس در دوران پهلوی اول است.
این روزنامه از سال ۱۳۱۲ خورشیدی به وسیله محمدحسین مجاهد، در شیراز به چاپ رسیده است.